# (3034) Climenhaga
(3034) Climenhaga (A917 SE) – planetoida z grupy pasa głównego asteroid okrążająca Słońce w ciągu 3,55 lat w średniej odległości 2,32 j.a. Odkryta 24 września 1917 roku.